# Dermott
Dermott és una població dels Estats Units a l'estat d'Arkansas. Segons el cens del 2000 tenia 3.292 habitants.

## Demografia
Segons el cens del 2000, Dermott tenia 3.292 habitants, 1.216 habitatges, i 824 famílies. La densitat de població era de 449,1 habitants/km².
Dels 1.216 habitatges en un 29,9% hi vivien nens de menys de 18 anys, en un 36,2% hi vivien parelles casades, en un 27,7% dones solteres, i en un 32,2% no eren unitats familiars. En el 28,8% dels habitatges hi vivien persones soles el 14,3% de les quals corresponia a persones de 65 anys o més que vivien soles. El nombre mitjà de persones vivint en cada habitatge era de 2,59 i el nombre mitjà de persones que vivien en cada família era de 3,21.
Per edats la població es repartia de la següent manera: un 29% tenia menys de 18 anys, un 8,7% entre 18 i 24, un 24,1% entre 25 i 44, un 22,5% de 45 a 60 i un 15,7% 65 anys o més.
L'edat mediana era de 36 anys. Per cada 100 dones de 18 o més anys hi havia 78,6 homes.
La renda mediana per habitatge era de 17.857 $ i la renda mediana per família de 22.214 $. Els homes tenien una renda mediana de 21.134 $ mentre que les dones 17.318 $. La renda per capita de la població era de 9.998 $. Entorn del 25,9% de les famílies i el 32,5% de la població estaven per davall del llindar de pobresa.

## Poblacions més properes
El següent diagrama mostra les poblacions més properes.